# リクルート (TDE-1)
座標: 北緯32度43分42秒 西経117度12分59秒 / 北緯32.72847度 西経117.21632度
リクルート（英語: USS Recruit, TDE-1）は、アメリカ海軍が運用した地上模擬練習艦である。カリフォルニア州サンディエゴポイント・ロマのサンディエゴ海軍訓練局内に設置された。ディーレイ級護衛駆逐艦を模しているが、大きさは2/3程度にスケールダウンされている。1949年7月27日に就役した。外見は後にオリバー・ハザード・ペリー級ミサイルフリゲートに似せて改装された。リクルートは18年間運用されたが、その期間の大部分を通じ、アメリカ海軍が有する唯一の地上模擬練習艦であった。海軍訓練局の閉鎖後、ほぼ20年間は放置されていたが、2023年からは博物館船として整備され一般公開が始まった。

## 背景
サンディエゴ海軍訓練局は、地元選出のウィリアム・ケットナー下院議員の働きかけを受けた、新兵訓練の拠点をイェルバ・ブエナ島からサンディエゴに移動するという海軍の方針のもと設置された:73。
先代のリクルートは、1917年にニューヨーク市ユニオンスクエアに設置された木造の「戦艦」で、1920年に撤去された。その他の同名艦としては、第二次世界大戦中の1943年に就役した掃海艇リクルートがある。掃海艇リクルートは1946年の除籍まで運用され、その後メキシコ海軍に売却された。
リクルート以前の地上模擬練習艦としては、エレクトリシャン（USS Electrician）がある。

## サンディエゴ海軍訓練局

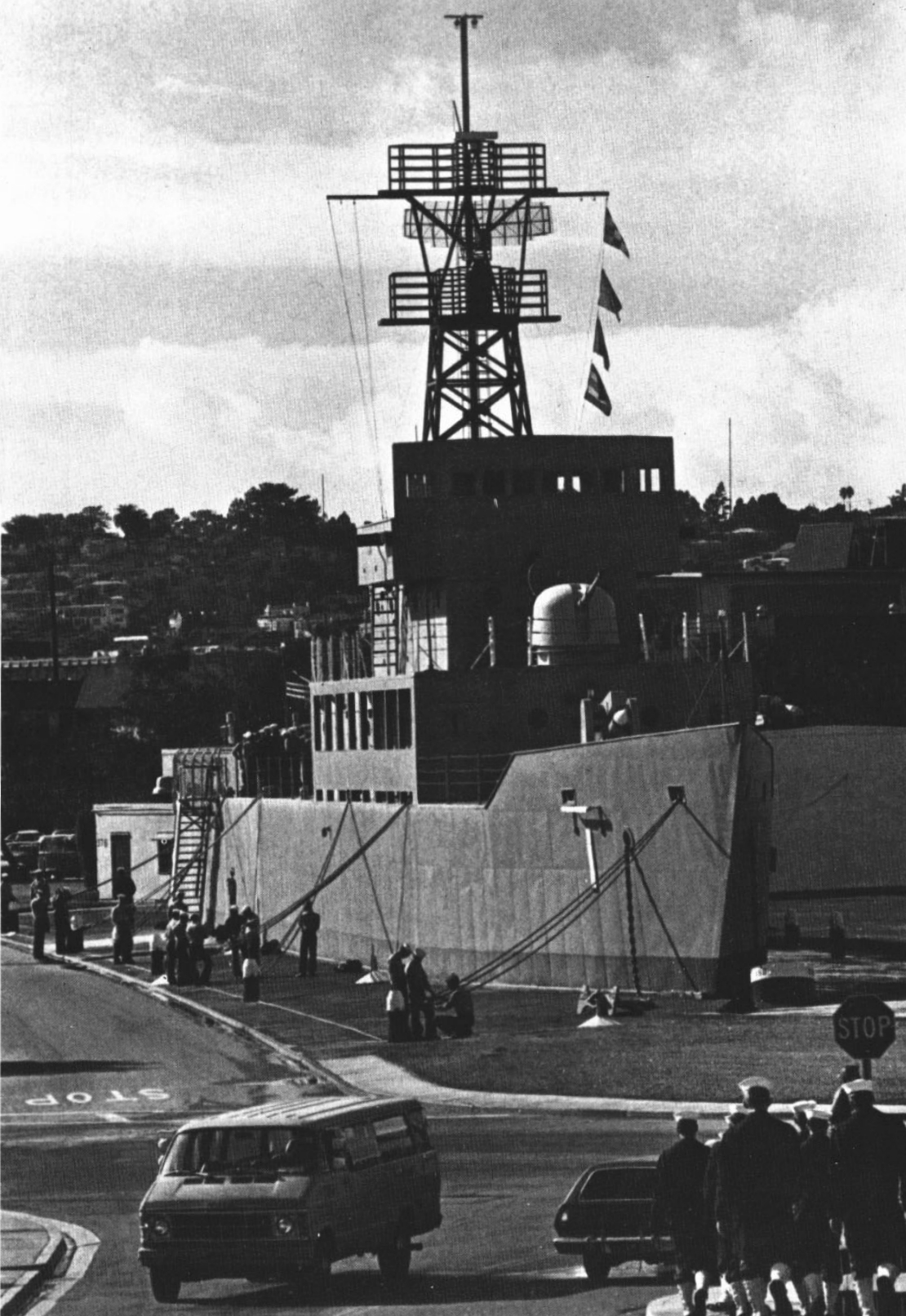
1982年改装後のリクルート（1985年頃）

護衛駆逐艦を2/3にスケールダウンする形で設計され、1949年に建造が始まった。コンクリート製の基礎の上に木材で枠組みを作り、シートメタルでこれを覆うという構造であった。同年、ワイルダー・D・ベイカー少将のもとで就役した。
コンクリート上での「航海」ではあったが、リクルートは1年あたり50,000人以上の新兵を迎え、艦上勤務に関する基礎教育を施した。教育のため、リクルートの甲板および艦橋には、一般の艦船と同様の設備、例えば命綱やタラップ、揚旗索、エンジン・テレグラフ、舵などが備え付けられていた。甲板の下には座学を行うための教室が6つ設置されている。また、船体に隣接して兵舎が設置されており、当直以外の新兵らはそちらに収容されていた。そのほか、艦内にはガス訓練室もあった。新兵らはここで希釈された催涙ガスに晒され、その影響を学ぶことになる。地上に設置されているため、リクルートはエンジンやスクリューを備えておらず、このことから「ネバーセイル」（USS Neversail）という愛称も生まれた。1954年、修理およびオーバーホールが行われた。地上施設としては、建物430（Building 430）の名でも呼ばれた。
海軍艦籍簿のコンピュータ化を受け、この極めて特殊な艦船に適切な分類を与えることが困難と判断されたため、米軍艦としてのリクルートは1967年3月に退役した。1982年に修理が行われた後、オリバー・ハザード・ペリー級ミサイルフリゲートに似せて改修され、全長は233フィートまで伸びた。同年、正式に再就役する。文書上では「退役済」とされていた期間も含め、1949年の設置から1997年に基地閉鎖再編政策（BRAC）のもとで訓練局が閉鎖されるまでの間、リクルートは訓練施設として継続的に運用されていた。
2000年初頭に基地跡地の再開発が始まった。その過程で歴史的建造物から改装された舞台芸術センターは、2024年に公開する予定とされた。

## リバティ・ステーション

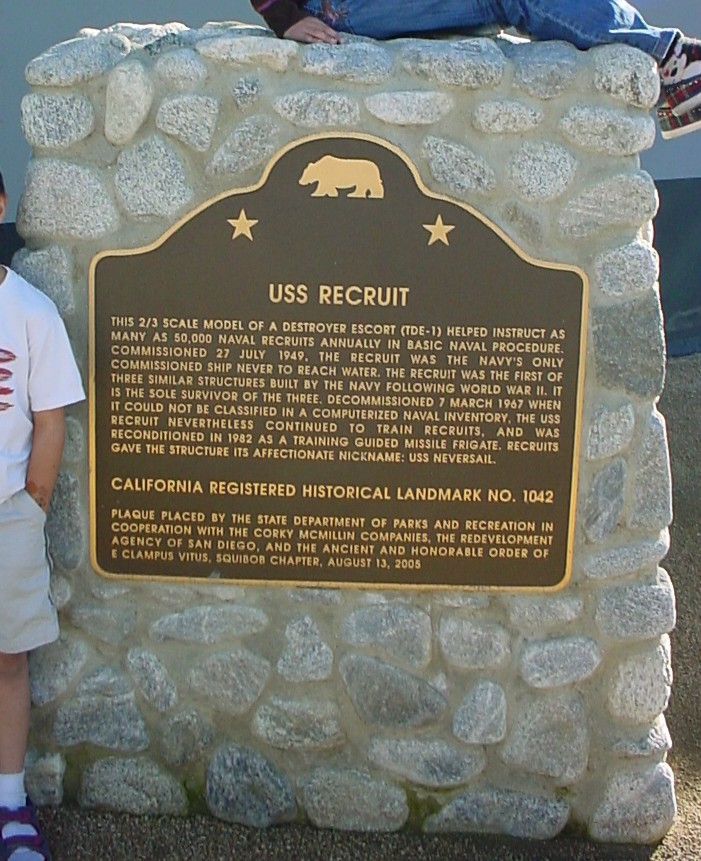
カリフォルニア歴史的建造物のプレート

訓練局の閉鎖後、リクルートは将来的に博物館船として活用することを想定して残された。維持管理は跡地の再開発を担当する民間企業が責任を負った。2001年7月、旧訓練局がアメリカ合衆国国家歴史登録財に登録され、リクルートもその一部とされた。2004年、リクルートはカリフォルニア歴史的建造物に登録された。2014年、USSミッドウェイ博物館との共同のもと、リクルートの修繕が行われた。Eクランプス・ヴィトゥスのサンディエゴ支部もこの修繕作業に協力した。リクルートは建造当時と同じ場所にある。基地跡地の再開発区域であるリバティ・ステーションの小売業者エリアと隣接し、ノースハーバー・ドライブからも見える。周囲には会議棟やホテル等も存在する。
現存するアメリカ海軍の「地上艦」は、リクルートを含む2隻のみである。もう1隻は、イリノイ州グレートレイク新兵訓練施設のトレイヤー（USS Trayer, BST-21）である。コモドールは、メリーランド州のベインブリッジ海軍訓練局に設置されていた地上艦だが、1970年代の基地閉鎖の際に撤去された。ブルージャケット（USS Bluejacket）はフロリダ州のオーランド海軍訓練局に設置されていたが、1995年3月31日の基地閉鎖の際に撤去された。

### 博物館船
当初想定されていた博物館船としての活用は、2018年から具体的に議論され始め、基地創設100周年にあたる2023年を記念しての公開が改めて計画された。リクルートはワシントンD.C.のウォーターゲートビルなど多数の歴史的建造物を所有しているセリグマン・グループ（Seligman Group）によって買収された。2023年6月、博物館船としての一般公開が始まった。艦内では歴史的な写真資料や元乗組員が吹き込んだオーディオコメンタリーなどの展示が行われている。

## メディアでの登場
1976年に放送されたテレビドラマ『C.P.O. Sharkey』は、サンディエゴの海軍施設を舞台とするシットコムで、オープニングはリクルートの艦上で撮影された。